# Цыплаков, Иван Алипиевич
Иван Алипиевич (Олимпиевич) Цыплаков (15.07.1822 — 13.05.1888) — российский купец и промышленник.

## Биография
Родился 15 июля 1822 года в селе Верхний Белоомут Зарайского уезда Рязанской губернии.
Его отец Алипий в 1837 году выкупил семью из крепостной зависимости у помещика Николая Огарёва, после чего принял фамилию Цыплаков — по месту рождения своего отца Феоктиста Фотиева — село Цыплаково Шацкого уезда Тамбовской губернии, и записался в купеческую гильдию. Потомственный почетный гражданин. Болховский купец.
С 1856 г. Иван Цыплаков уже самостоятельно продолжал торговые дела отца. который отошел от дел и поселился к Козельске. В 1863 г. приобрёл усадьбу в деревне Афанасово Соповской волости Жиздринского уезда. Там построил храм Успения Пресвятой Богородицы, часовню, церковно-приходскую школу, кирпичный и винокуренный заводы, лесопильню, паровую и водяную мельницы, маслобойню, конезавод по разведению орловских рысаков. Гласный жиздринского, козельского, болховского уездов.
По мере роста торгового оборота из второй перешёл в первую купеческую гильдию. Потомственный почётный гражданин.
Владел несколькими доходными домами в Москве: в Газетном переулке, на Сретенке, в Кривоколенном переулке. Построил кирпичный завод на ст. Крюково и подарил его в качестве приданного своей дочери Марии (в замуж. Григорова). В с. Роги (Козельского у. Калужской губ.) возвёл винокуренный завод для своей дочери Александры (в замуж. Домогацкая). Построил стекольный завод в поселке Еленский - Еленский стекльный завд. В 1881 г. вместе с дворянином Иосифом Раймундовичем (Родионовичем) Лабунским основал чугунолитейный завод в Вертенской волости Жиздринского уезда, который существует и поныне - Думиничский чугунолитейный завод (ООО «Думиничская производственная компания»). Рядом с заводом вырос новый населённый пункт — посёлок Думиничи, административный центр Думиничского района.
Это о нём и его брате известный журналист и писатель Гиляровский писал: «Тогда еще Большая Дмитровка была сплошь дворянской: Долгорукие, Долгоруковы, Голицыны, Урусовы, Горчаковы, Салтыковы, Шаховские, Щербатовы, Мятлевы… Только позднее дворцы стали переходить в руки купечества, и на грани настоящего и прошлого веков исчезли с фронтонов дворянские гербы, появились на стенах вывески новых домовладельцев: Солодовниковы, Голофтеевы, Цыплаковы, Шелапутины, Хлудовы, Обидины, Ляпины…».
В 1880 году был награжден золотой шейной медалью «За усердие» на Станиславской ленте.

### Семья
- первая жена (1842) — Анна Дмитриевна Беляева (1825—1864). От неё 8 детей, из которых до совершеннолетия дожили только Дмитрий, Мария (в замужестве Григорова), Митрофан (1859—1904), Алимпий и дочь Александра (в замужестве Домогацкая).
- вторая жена Анна Ивановна Быкова. Дети от второй жены: Николай, Иван, Анна (в замужестве Берзинг), Ольга (в замужестве Стоцкая), Мария (в замужестве Леонова), Прасковья (в замужестве Золотарева).
- брат - Алексей Алимпиеич Цыплаков, потомственный почетный гражданин и московский купец 1-й гильдии.